# Stelle-Wittenwurth
Stelle-Wittenwurth est une commune allemande du Schleswig-Holstein, située dans l'arrondissement de Dithmarse (Kreis Dithmarschen), à sept kilomètres au nord de la ville de Heide. Stelle-Wittenwurth fait partie de l'Amt Heider Umland (« Heide-campagne ») qui regroupe onze communes autour de Heide.